# Pallium gréco-bouddhique
Pour les articles homonymes, voir Pallium.

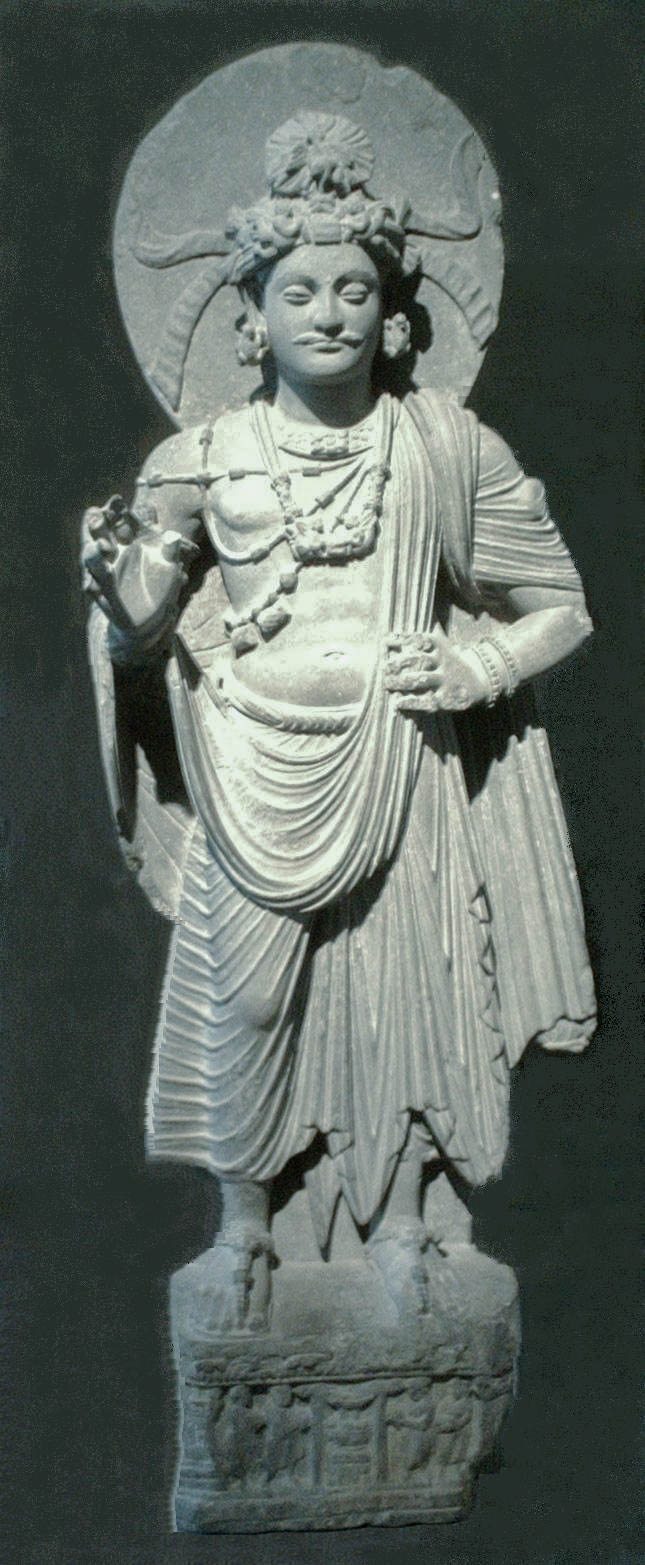
Art du Gandhara, Ier-IIIe siècle, un bodhisattva drapé dans le pallium ou himation des philosophes.

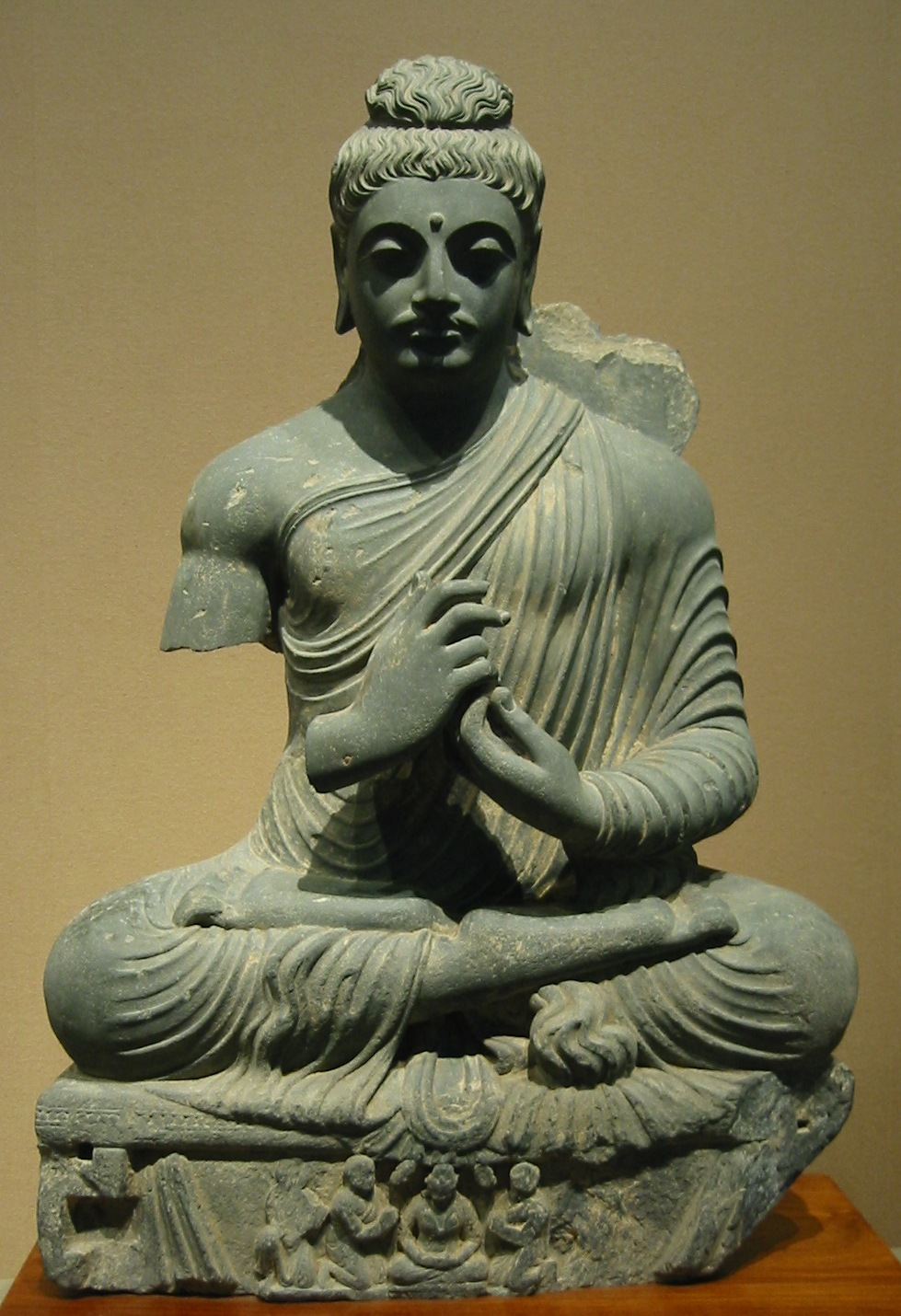
Bouddha, art du Gandhara, vêtu du pallium, tout comme les statues grecques. Ier siècle ou IIe siècle.

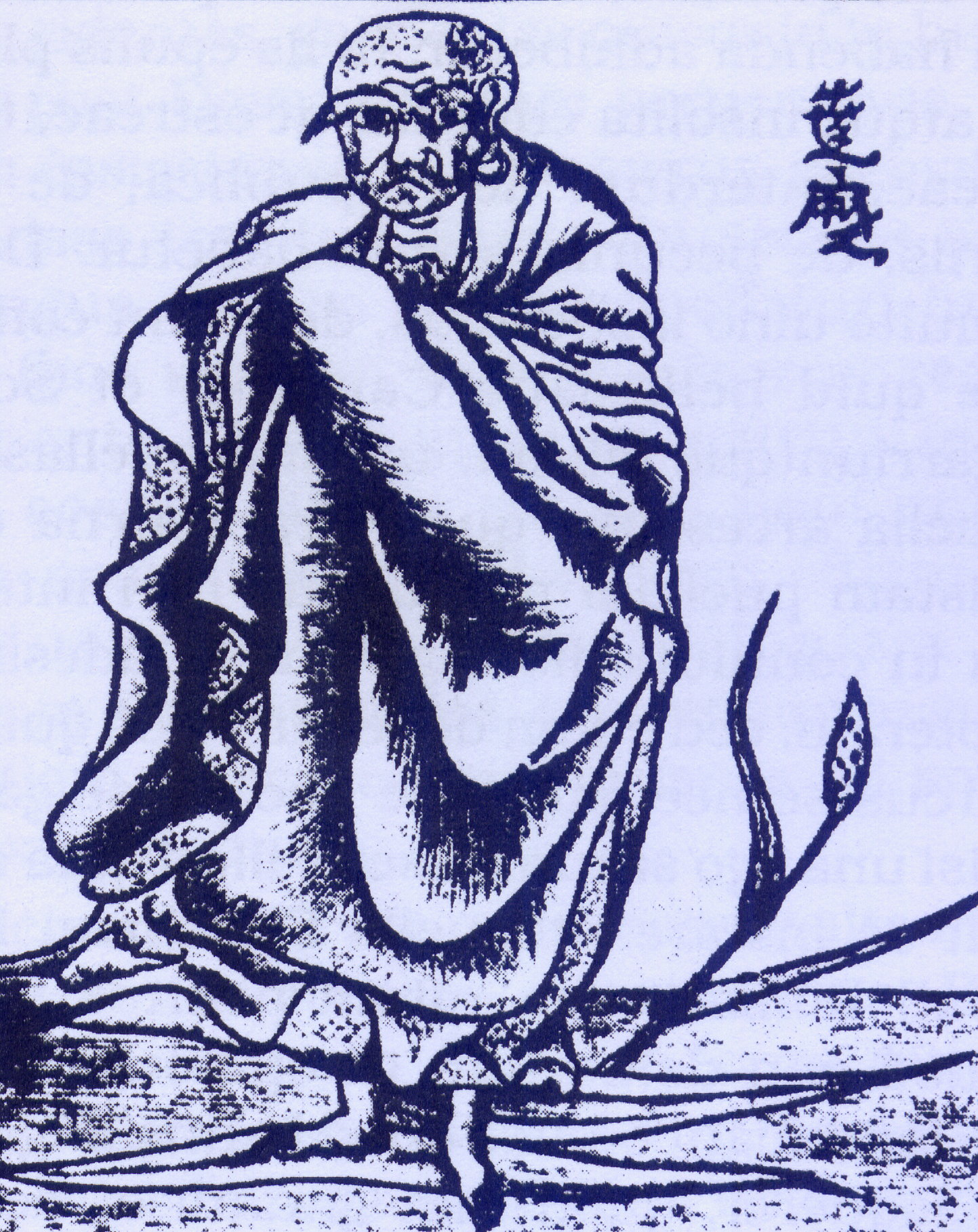
Missionnaire bouddhiste allant introduire le bouddhisme en Chine et traversant le Fleuve Bleu sur un roseau. Il est revêtu d'un pallium.

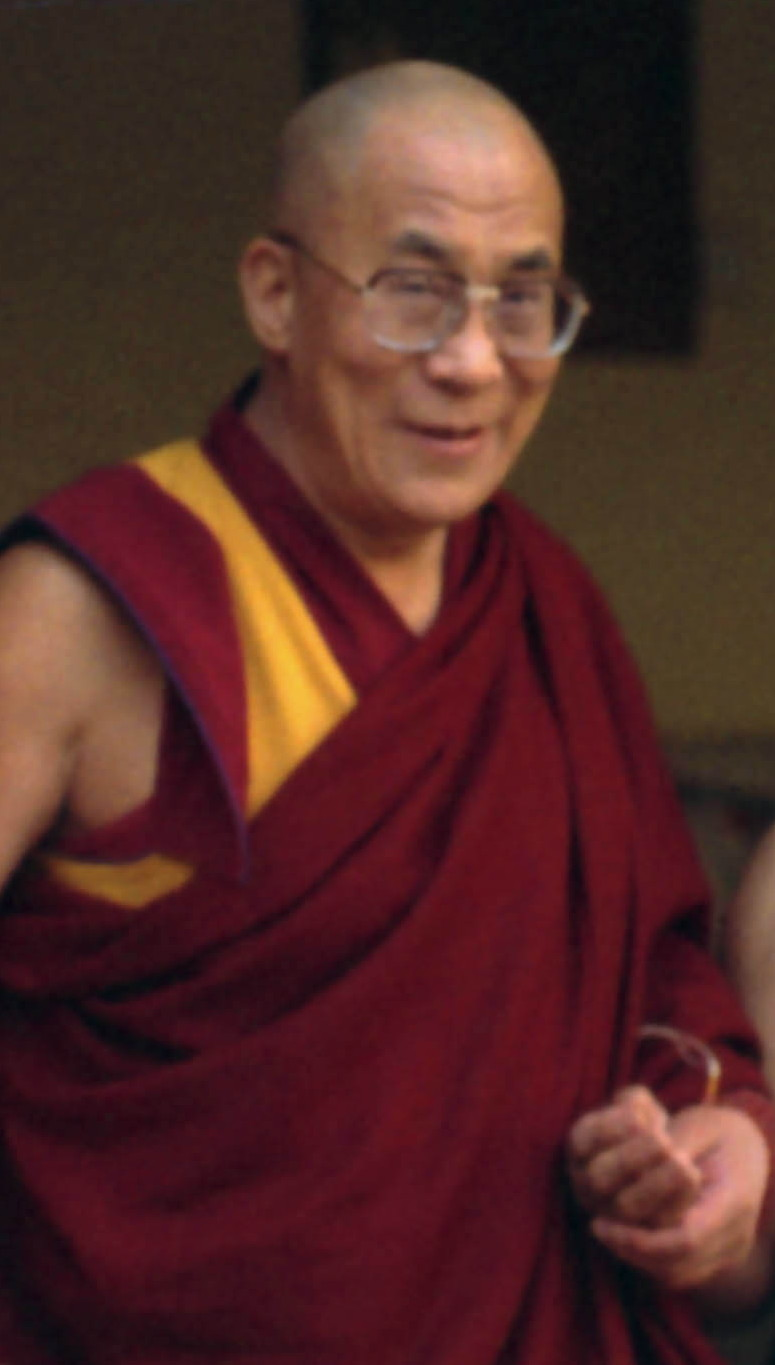
Le 14e Dalaï Lama Tenzin Gyatso drappé dans un kesa semblable à l'antique pallium de l'époque gréco-bouddhique.

Dans l'Antiquité, le pallium était le nom latin d'un vêtement d'origine grecque, l'himation. Il consistait en une large bande d'étoffe rectangulaire qui se drapait autour du corps et reposait sur le bras gauche.
Cet habit d'origine hellénique qui disparaîtra en Occident va être propagé à travers la civilisation gréco-bouddhique et continuera à être porté jusqu'à nos jours.
En effet, dans les provinces afghanes de l'empire gréco-bouddhique (Gandhâra), le pallium fut adopté par les sages bouddhistes qui affichaient ainsi leur statut de "philosophoï" (voir les statues gréco-bouddhiques), et qui ont transmis jusqu'au XXIe siècle l'usage de l'himation ou pallium comme vêtement du sage : l'habit du dalaï-lama n'étant autre que le pallium transmis jusqu'à nous à travers une longue histoire.
De même la causia, couvre-chef national des Macédoniens, est restée en usage en Afghanistan sous le nom de pakol.

## Christianisme
Le terme, dans la paramentique de l'église catholique latine, s'est plus tard éloigné de ce premier sens pour désigner un ornement liturgique catholique qui n'a plus rien à voir avec l'antique habit drapé. Cette spécialisation dans une signification tout à fait particulière est fréquente dans le vocabulaire latin chrétien.

### Iconographie
- Voir l'ancienne iconographie chrétienne concernant le pallium ou himation du Christ.
- Voir les premières représentations de Bouddha dans l'art gréco-bouddhique en ce qui concerne le port du pallium à l'époque gréco-bouddhique et sa transmission jusqu'à nos jours.   Les bouddhistes lui ont donné le nom de kesa, c'est-à-dire de couleur terre : pallium luteum.